# 東和町 (宮城県)
東和町（とうわちょう）は、宮城県北東部、岩手県との県境にあった町である。2005年4月1日に合併により、登米市となった。

## 地理
宮城県登米郡に属し、同県北部に位置した町である。総面積の80%が山林である。
- 山：高城山、蚕飼山
- 河川：北上川、二股川

### 隣接していた自治体
- 宮城県
  - 登米郡中田町、登米町
  - 本吉郡志津川町、本吉町
- 岩手県
  - 東磐井郡藤沢町
  - 西磐井郡花泉町

## 歴史
- 1889年4月1日 - 市町村制施行により、後の東和町の区域に米川村、錦織村、米谷村（まいやむら）が成立する。
- 1956年9月30日 - 米川村と錦織村が合併し、日高村となる。
- 1956年12月11日 - 米谷村が町制施行し、米谷町となる。
- 1957年5月1日 - 米谷町と日高村が合併し、東和町が発足する。
- 2005年4月1日 - 登米郡内各町および本吉郡津山町と合併し、登米市となる。

## 行政
- 最後の町長：浅野敬（2001年5月〜）

## 教育
高等学校
- 宮城県米谷工業高等学校

中学校
- 東和町立東和中学校
1976年（昭和51年）に米川中学校、錦織中学校、北上中学校が統合

小学校
- 東和町立米谷小学校
- 東和町立錦織小学校
- 東和町立米川小学校
- 東和町立嵯峨立小学校
- 東和町立鱒淵小学校

幼稚園・保育所
- 米谷幼稚園
- 米川聖マリア保育園
- 鱒淵保育所
- 錦織保育園
- 嵯峨立保育所

## 姉妹都市・提携都市

### 海外
- バーノン市
  - 1986年（昭和61年） 8月22日提携

## 交通

### 鉄道
町内に鉄道路線は無い。かつて仙北鉄道に米谷駅があったが、中田町に所在していた。

### 道路
- 一般国道
  - 国道346号
  - 国道398号
  - 国道456号
- 都道府県道
  - 宮城県道・岩手県道188号綱木黄海線
  - 宮城県道・岩手県道189号東和薄衣線
  - 宮城県道202号東和登米線
  - 宮城県道233号馬籠東和線

## 名所・旧跡・観光スポット・祭事・催事
- 鱒淵川のゲンジボタル
- 馬頭観音堂（華足寺）
- 米川カトリック教会
- 後藤寿庵の碑
- 三経塚（隠れキリシタンゆかりの地）
- 不老仙館
- 東陽寺（原田宗輔の菩提寺）
- 三滝堂
- 大慈寺 (米川の水かぶり)出発点
- 蚕飼山（こがいさん）
- 機織沼（西郡新左衛門夫妻の碑　湖水城跡）

### 祭り・イベント
- 米川の水かぶり - 2月の初午（国の重要無形民俗文化財/2018年ユネスコ無形文化遺産登録）
- 綱木之里大名行列 - 9月第3日曜日
- キリシタンの里まつり - 6月の第1日曜日
- 米谷の花火大会（2007年以降行われていない）